# Agrilus bojasinskii
Agrilus bojasinskii es una especie de insecto del género Agrilus, familia Buprestidae, orden Coleoptera.
Fue descrita científicamente por Holynski, 1998.